# Synosternus robustus
Synosternus robustus är en loppart som beskrevs av Murzakhmetova 1969. Synosternus robustus ingår i släktet Synosternus och familjen husloppor. Inga underarter finns listade i Catalogue of Life.